# Isole Kerama
Le isole Kerama (慶良間諸島?, Kerama Shotō) sono un arcipelago appartenente al Giappone costituito da 22 isole, localizzate a circa 32 km a sudovest dell'isola di Okinawa, nella zona centrale del grande arcipelago delle Ryūkyū. Vengono considerate una parte delle isole Okinawa. Il territorio delle Kerama rientra nella giurisdizione della Prefettura di Okinawa.
Le sole quattro isole abitate delle Kerama sono:
- Tokashikijima (渡嘉敷島?)
- Zamamijima (座間味島?)
- Akajima (阿嘉島?)
- Gerumajima (慶留間島?)

## Le isole Kerama
| Foto                                                                       | Nome               | Nome giapponese | Area [km²] | Altezza [m] | Gruppo    |
| -------------------------------------------------------------------------- | ------------------ | --------------- | ---------- | ----------- | --------- |
|                                                                            | Isola di Tokashiki | 渡嘉敷島        | 15,31      | 227,3       | Tokashiki |
|                                                                            | Isola di Zamami    | 座間味島        | 6,66       | 160,7       | Zamami    |
|                                                                            | Isola di Aka       | 阿嘉島          | 3,82       | 165,0       | Zamami    |
| Maeshima (unterste Insel)                                                  | Maeshima           | 前島            | 1,60       | 132,8       | Tokashiki |
|                                                                            | Kuba-shima         | 久場島          | 1,55       | 270,1       | Zamami    |
|                                                                            | Yakabi-jima        | 屋嘉比島        | 1,26       | 214,4       | Zamami    |
|                                                                            | Gerumajima         | 慶留間島        | 1,15       | 157,3       | Zamami    |
|                                                                            | Fukaji Island      | 外地島          | 0,83       | 76,0        | Zamami    |
|                                                                            | Amuro-jima         | 安室島          | 0,73       | 98,8        | Zamami    |
|                                                                            | Gishippu-jima      | 儀志布島        | 0,49       | 113,6       | Tokashiki |
|                                                                            | Kuroshima          | 黒島            | 0,27       | 126,1       | Tokashiki |
| Hate-jima, isola senza nome, Nakajima, Maeshima (dall'alto verso il basso) | Nakajima           | 中島            | 0,18       | 94,0        | Tokashiki |
|                                                                            | Hate-jima          | ハテ島          | 0,14       | –           | Tokashiki |
|                                                                            | senza nome         |                 | 0,05       | 56,0        | Tokashiki |
|                                                                            | Un-jima            | ウン島          | 0,26       | 87,0        | Tokashiki |
|                                                                            | Gahi-jima          | 嘉比島          | 0,13       | 51,0        | Zamami    |
|                                                                            | Gusukushima        | 城島            | 0,11       | 105,9       | Tokashiki |
|                                                                            | Hanari-jima        | 離島            | 0,10       | 59,2        | Tokashiki |
|                                                                            | Agenashiku-jima    | 安慶名敷島      | 0,10       | 41,6        | Zamami    |
|                                                                            | Sunashiru-jima     | 砂白島          | 0,05       | 28{,0       | Zamami    |
| Kuba-iwa, Ou-jima, Naka-iwa und Yubu-iwa (dall'alto verso il basso)        | Ou-jima (Ubu-iwa)  | 奥武島(うぶ岩)  | 0,05       | 45,6        | Zamami    |
|                                                                            | Kuba-iwa           | くば岩          | 0,01       | 14,0        | Zamami    |
|                                                                            | Yubu-iwa           | ゆぶ岩          | 0,01       | 34,0        | Zamami    |
|                                                                            | Naka-iwa           | なか岩          | 0,01       | 17,0        | Zamami    |
|                                                                            | Achirāne-iwa       | アチラーネ岩    | 0,05       | –           | Zamami    |
|                                                                            | Mokaraku-jima      | モカラク島      | 0,04       | 25,0        | Zamami    |
|                                                                            | Tsumishiro-shima   | 積城島          | 0,02       | –           | Zamami    |
|                                                                            | Ijakaja-jima       | 伊釈迦釈島      | 0,02       | 56,0        | Zamami    |
|                                                                            | Jinojitsuru-jima   | 地自津留島      | 0,01       | 54,0        | Tokashiki |
|                                                                            | Sakuhara no Hana   | 佐久原の鼻      | 0,01       | –           | Zamami    |
|                                                                            | Fukakane-se        | ふかかね瀬      | 0,01       | 47,0        | Zamami    |
|                                                                            | senza nome         |                 | 0,01       | –           | Zamami    |
|                                                                            | senza nome         |                 | 0,01       | –           | Zamami    |